# Kiến trồng nấm
Tông Kiến trồng nấm (tên khoa học Attini) bao gồm các loài kiến trồng nấm ở trên thế giới, tham gia vào quá trình hỗ sinh kiến-nấm. Kiến cắt lá cây, bao gồm Atta và Acromyrmex, tạo thành 2 trong số các chi kiến trồng nấm..

## Các chi
- Acromyrmex
- Apterostigma
- Atta
- Cyphomyrmex
- Mycetagroicus
- Mycetarotes
- Mycetophylax
- Mycetosoritis
- Mycocepurus
- Myrmicocrypta
- Pseudoatta
- Sericomyrmex
- Trachymyrmex